# Sołokija

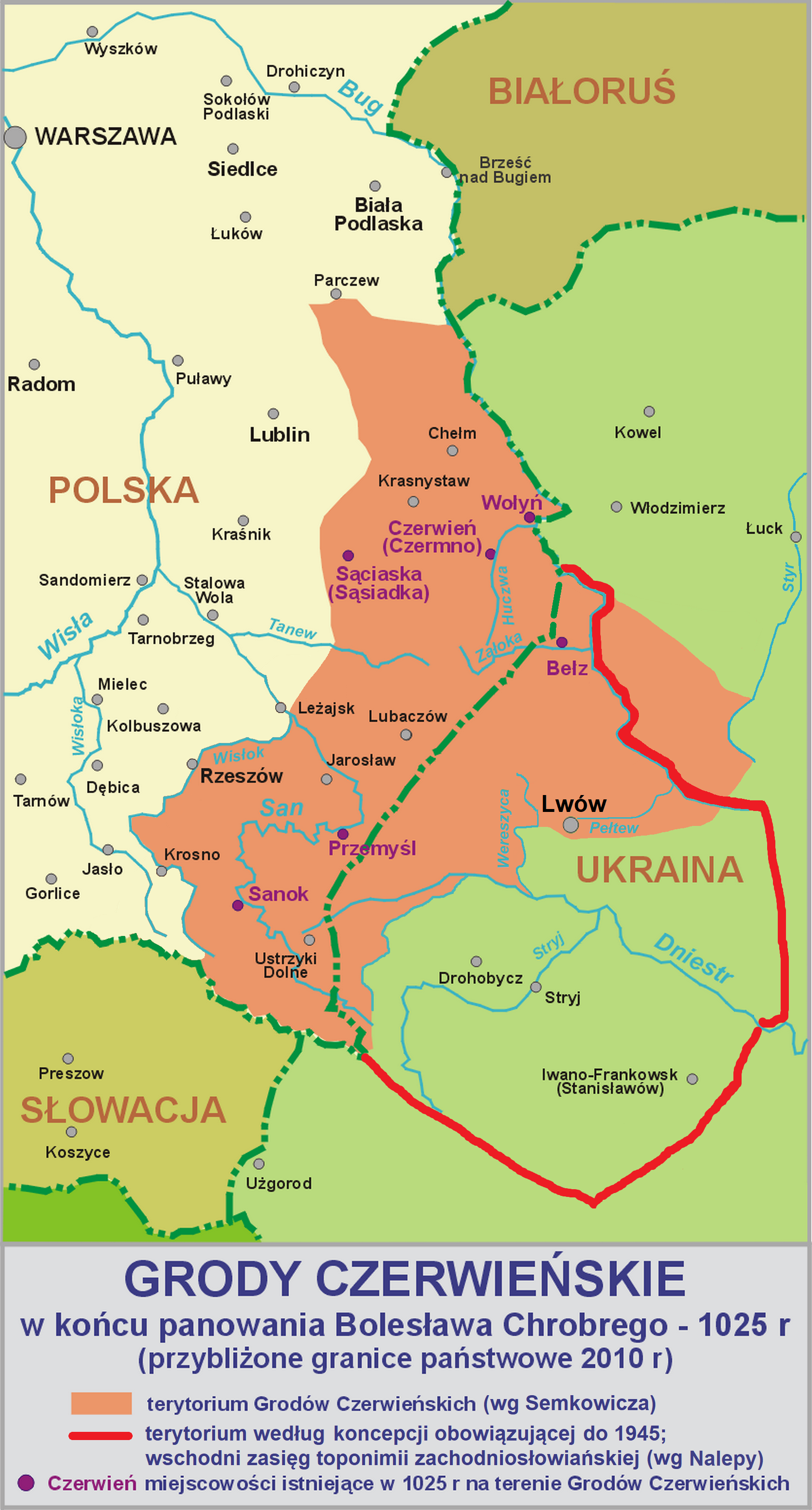
Sołokija na mapie w okolicach grodu Bełz

Sołokija  (ukr. Солокія Sołokija) – rzeka w południowo-wschodniej Polsce i na zachodzie Ukrainy, w dorzeczu Wisły, dopływ Bugu. 
Długość – 71 km, powierzchnia zlewni – 939 km². Źródła w Polsce, na północ od Tomaszowa Lubelskiego, na północnych stokach Roztocza. Płynie na południowy wschód, przecinając w okolicy miejscowości Wierzbica granicę polsko-ukraińską. Następnie zmienia kierunek na wschodni, przepływa przez miasteczko Bełz, Uhnów i w Czerwonogrodzie (dawniejszy Krystynopol) uchodzi do Bugu. Dolina rzeki w jej dolnym biegu jest w znacznej części zabagniona. Po przeprowadzeniu melioracji stała się kanałem melioracyjnym.
Polska część doliny została objęta ochroną w ramach sieci Natura 2000 – „Dolina Sołokiji” PLB060021.

## Dopływy
lewe: Rzeczyca z Szyszłą
prawe: Prutnik